# Station Town Green
Town Green is een spoorwegstation van National Rail in West Lancashire in Engeland. Het station is eigendom van Network Rail en wordt beheerd door Merseyrail. 